# 北山淳友
北山 淳友（きたやま じゅんゆう、1902年（明治35年）1月29日 - 1962年（昭和37年）1月19日）は、日本の仏教哲学者。マールブルク大学名誉教授。Ph.D（ハイデルベルク大学）。

## 経歴
静岡県志太郡焼津町（現・焼津市）出身。静岡県立静岡中学校に学ぶ。1923年（大正12年）、宗教大学（大正大学の前身校の一つ）哲学科卒業。1924年（大正13年）、浄土宗より欧州留学を命じられ、ドイツのフライブルク大学に入学、エトムント・フッサールにインド哲学、サンスクリットをエルンスト・ロイマンに学ぶ。1927年（昭和2年）にハイデルベルク大学に移り、哲学をハインリッヒ・リッケルト、カール・ヤスパースに、インド哲学、チベット学をマックス・ワレーザーに学ぶ。ハイデルベルク大学では「仏教の形而上学（Metaphysik des Buddhismus）」によりPh.D（指導教員はヤスパース）を受けた。
1931年（昭和6年）よりヴォルフガング・ゲーテ大学で日本文化や日本語の教育に携わり、1933年（昭和8年）までマールブルク大学宗教学科の助手を務めた。1934年（昭和9年）からは文化形態学科で日本部門の指導に従事。1940年（昭和15年）、マールブルク大学名誉教授。
1944年（昭和19年）、プラハ・カレル大学が東洋学科創設のため北山を招聘し、主任教授となった。しかし、1945年（昭和20年）には親ドイツの人物と見做されて収容所に送られた。翌1946年（昭和21年）に釈放されると、チェコスロバキア国立外語学校の日本語講師となり、同国体育協会の依頼で柔道を教授した。その後もヨーロッパにとどまり続け、プラハで死去した。

## 著書
- 北山淳友（著）・峰島旭雄（監訳）『東と西永遠の道 仏教哲学・比較哲学論集』北樹出版、1985年